# 財務大臣 (イギリス)
財務大臣（ざいむだいじん、英語: Chancellor of the Exchequer）は、イギリスの財政に対して責任を負う閣僚であり、大蔵省の長である。他国の財務大臣 (Minister of Finance)や財務長官(Secretary of Finance)の役割に相当する。イギリスの内閣の四大閣僚 (Great Offices of State) の一つと見なされており、近年はイギリス政治において首相に次ぐ政治権力を持つようになった。
今日では、財務大臣は大蔵卿 (Lord High Treasurer) の職務を遂行するための大蔵卿委員会 (Lords Commissioners) の一員として、常に第二大蔵卿を兼任する。18世紀から19世紀の初めには、首相が下院議員である場合に財務大臣を兼任することが普通であった。首相と財務大臣を同時に務めた最後の例は1923年のスタンリー・ボールドウィンである。かつては、財務大臣の座が空席になった場合には、王座部の首席裁判官 (Lord Chief Justice of the King's Bench) が財務大臣臨時代理を務めることとされていた。これに従って財務大臣臨時代理を務めた最後の首席裁判官は1834年のデンマン卿である。
財務大臣はイングランド史、英国史の中でも三番目に古い大臣職であり、元々は中世のイングランド王室の財務をつかさどった財務府において歳入の確保と会計監査の役割を担っていた。しかし財務官として重要性を帯びるようになったのは16世紀後半の財務大臣サー・ウォルター・マイルドメイと初代ウィンチェスター侯爵ウィリアム・ポーレットが改革を実施してからのことであり、以降は国王と議会の勢力均衡が後者に傾くにつれて重要性が増した。そして、1706年と1713年に庶民院が可決した決議案により、財政に関する法案の提出権が国王から財務大臣に移ったことで、財務大臣の任命が政治問題になった。つい最近まで、財務大臣は金融政策と財政政策の両方を掌握していたが、1997年にイングランド銀行が独自に金利を設定することを許され、この慣習は終わりを告げた。財務大臣は、他の政府機関の財務も監督している。

## 呼称
イギリスにおいて、財務大臣はしばしばthe Chancellorと呼ばれるが、同じChancellorの付く役職として、大法官 (Lord Chancellor) やランカスター公領大臣 (Chancellor of the Duchy of Lancaster) などがある（他にドイツの首相にもドイツ語の"Kanzler"にあたる語として使用されている）が、それらは全く別の役職である。

## 役割と責任
かつての財務大臣ロバート・ロウは1870年4月11日に庶民院で財務大臣について次のように説明した：「財務大臣はその職務が大臣を多かれ少なかれ課税装置 (taxing machine) にさせるものであります。彼は、可能な限り公平に分配する大臣の職務であることの、ある程度の苦痛を託されています。」
2010年に商務担当政務次官 (Commercial Secretary to the Treasury) の職が新設され、大蔵首席政務次官 (Chief Secretary to the Treasury) の役割は2015年には軽減された。

### 財政政策
省庁別歳出限度額 (Departmental Expenditure Limits, DELs) を設定するのが大蔵省であることからわかるように、財務大臣は他の政府機関に対してかなりの統制力を有する。これが個々の財務大臣に対して与える権力の量は、大臣個人の力強さ、所属政党内での地位および首相との関係の良さに左右される。1997年に労働党が政権を取ったときに財務大臣となったゴードン・ブラウンは党内で個人的に大きな権力基盤を持っていた。おそらくその結果であろうが、トニー・ブレアが首相在任中の10年間を通してブラウンを財務大臣として任用し続けたことで、ブラウンは並外れて有力な人物になり、1832年改革法の制定以後としては最長となる財務大臣在任期間を記録した。これは政府の大臣の中で明白な第2位の地位を占めるという、財務大臣に対する以前からあった傾向を強化する結果となり、伝統的貴族の外務大臣と内務大臣の上位に昇進した。
財務大臣の重要な役割の一つが年間予算枠の策定に関わることである。2017年現在、第一は、秋の予算編成 (Autumn Budget) で、次の会計年度中の政府の支出を予測し、新しい財政上の措置の発表も行う「予算の日」 (Budget Day) としても知られる。第二は、春の予算演説 (Spring Statement) で、補正予算 ("mini-Budget") としても知られる。イギリスの税制年度は依然として古いユリウス暦を使用し続けており、その年末（ユリウス暦の3月24日、グレゴリオ暦の4月5日）で区切る。1993年からは、春の予算案発表に先立ち、秋の予算演説が行われた。これは当時、プレバジェット・レポート (Pre-Budget Report) と呼ばれた。秋の予算演説は通常11月か12月に行われる。1997年、2001年、2002年、2003年、2006年、2007年、2008年、2012年、2016年の予算案の発表は、全て水曜日に庶民院（下院）での演説の中で要約して行われた。

### 金融政策
金利の設定はイングランド銀行が担当するようになったが、財務大臣も金融政策構造の中で重要な役割を果たしている。財務大臣は、イングランド銀行がそれを満たす金利を設定しなければならないように、インフレ目標を設定する。1998年イングランド銀行法の下、財務大臣はイングランド銀行の金融政策委員会 (Monetary Policy Committee, MPC) の委員9名のうち4名（いわゆる“外部”委員）を任命する権限を持つ。また、イングランド銀行の総裁および副総裁の任命に関するハイレベルの影響力、ならびにイングランド銀行内から出た残りの2名のMPC委員の任命に関して諮問する権利を持つ。また、同法によれば、極端な状況にあるときの限られた期間内において、政府はイングランド銀行に対して金利に関する指示を与える権限を持つこととされている。しかし、この権限が公式に行使されたことは一度もない。

### 人事配置
大蔵省では、財務大臣は4名の下級大臣から成る政治家チームと多くの国家公務員に支えられている。最も重要な下級大臣は内閣の構成員である大蔵首席政務次官 (Chief Secretary to the Treasury) で、政府の支出に関して他の政府機関との折衝の役目を委任されている。他の3名は、主計長官 (Paymaster General) 、財務担当政務次官 (Financial Secretary to the Treasury) 、経済担当政務次官 (Economic Secretary to the Treasury) である。さらに別の2名の高官に大蔵担当政務次官 (Secretary to the Treasury) の称号が与えられているが、いずれも大蔵省における政府の大臣ではない。大蔵政務次官 (Parliamentary Secretary to the Treasury) は庶民院における与党院内幹事長 (Chief Whip) である。Permanent Secretary to the Treasury（大蔵事務次官）は大臣ではなく、大蔵省の高級官僚たる公務員である。
財務大臣職の座に就いた者は職権により第二大蔵卿 (Second Lord of the Treasury) となる。第二大蔵卿としての大臣公邸はロンドンの第一大蔵卿官邸（ダウニング街10番地、事実上の首相官邸）の隣のダウニング街11番地にある。過去には両邸は私邸であったのだが、今日ではそれらは連結された官邸として供されている。
財務大臣は枢密院の一員であることが義務付けられており、そうすることで「閣下」 (Right Honourable (Rt. Hon.)) の称号が授けられる。貴族院は議会法の下、財政法案を通過させることがないので、20世紀初頭以来、財務大臣職は実質的に庶民院議員に限られている。財務大臣は、かつては独立していた役職の王立造幣局局長 (Master of the Mint) を自らの従属的な役職として保持する。

## 歴代の財務大臣

### イングランド財務大臣 (1221年頃-1646年)
| 肖像                            | 氏名 (生没年)                                                       | 期間                         | 在職中役職               | 国王 (在位)                     |                                 |
| ------------------------------- | ------------------------------------------------------------------- | ---------------------------- | ------------------------ | ------------------------------- | ------------------------------- |
|                                 | ユースタス・オブ・ファーコンバーグ (生年不詳-1228年)                | 1221年頃 -不明               | ロンドン司教             | ヘンリー3世 (1216年 – 1272年)   |                                 |
|                                 | ジョン・マンセル (1190/95年 – 1265年)                               | 1234年頃 -不明               | 国王秘書長官             | ヘンリー3世 (1216年 – 1272年)   |                                 |
|                                 | ラルフ・ド・レスター                                                | 1248年以前                   |                          | ヘンリー3世 (1216年 – 1272年)   |                                 |
|                                 | エドワード・オブ・ウェストミンスター                                | 1248年 -不明                 |                          | ヘンリー3世 (1216年 – 1272年)   |                                 |
|                                 | アルブリック・ド・フィスキャンプ                                    | 1263年以前                   |                          | ヘンリー3世 (1216年 – 1272年)   |                                 |
|                                 | ジョン・チスハル (生年不詳-1280年)                                  | 1263年 -1265年               | 大法官                   | ヘンリー3世 (1216年 – 1272年)   |                                 |
|                                 | ウォルター・ジフォード 1225年頃 – 1279年)                           | 1265年 -1266年               | バース・ウェルズ司教     | ヘンリー3世 (1216年 – 1272年)   |                                 |
|                                 | ゴッドフリー・ジフォード (1235年頃 – 1302年)                        | 1266年 -1268年               | 大法官                   | ヘンリー3世 (1216年 – 1272年)   |                                 |
|                                 | ジョン・チスハル (生年不詳-1280年)                                  | 1268年 -1269年               | 大法官                   | ヘンリー3世 (1216年 – 1272年)   |                                 |
|                                 | リチャード・オブ・ミドルトン (生年不詳-1272年)                      | 1269年 -1272年               | ノーサンバーランド大助祭 | ヘンリー3世 (1216年 – 1272年)   |                                 |
|                                 | ロジャー・ド・レ・レイエ                                            | 1283年以前                   |                          | ヘンリー3世 (1216年 – 1272年)   |                                 |
|                                 | ジェフリー・ド・ニューバンド                                        | 1283年以前                   |                          | エドワード1世 (1272年 – 1307年) |                                 |
|                                 | フィリップ・ド・ウィロウビー                                        | 1283年 -1305年               |                          | エドワード1世 (1272年 – 1307年) |                                 |
|                                 | ジョン・ド・ベンスティディ (1275年頃 – 1323/24年)                   | 1305年 -1306年               | 国務大臣                 | エドワード1世 (1272年 – 1307年) |                                 |
|                                 | ジョン・サンデール (生年不詳-1319年)                                | 1307年7月頃 -1308年          | ウィンチェスター司教     | エドワード2世 (1307年 – 1327年) |                                 |
|                                 | ジョン・オブ・マーケンフィールド                                    | 1309年 -1312年               |                          | エドワード2世 (1307年 – 1327年) |                                 |
|                                 | ジョン・ホーサム (生年不詳-1337)                                    | 1312年 -1316年               | エリー司教               | エドワード2世 (1307年 – 1327年) |                                 |
|                                 | ハーヴェイ・ド・スタントン (1260年 – 1327年)                        | 1316年 -1323年頃             |                          | エドワード2世 (1307年 – 1327年) |                                 |
|                                 | ウォルター・ド・ステープルドン (1261年 – 1326年)                    | 1323年 -1324年頃             | 大蔵卿                   | エドワード2世 (1307年 – 1327年) |                                 |
|                                 | ハーヴェイ・ド・スタントン (1260年 – 1327年)                        | 1324年 -1327年1月頃          | 民事裁判所裁判長         | エドワード2世 (1307年 – 1327年) |                                 |
|                                 | アダム・ド・ハーヴィントン (c. 1270 – c. 1345)                      | 1327年1月頃 -1330年          |                          | エドワード3世 (1327年 – 1377年) |                                 |
|                                 | ロバート・ウッドハウス (生年不詳-1346年)                            | 1330年 -1331年               |                          | エドワード3世 (1327年 – 1377年) |                                 |
|                                 | ロバート・ド・ストラトフォード (1292年頃 – 1362年頃)                | 1331年 -1334年               | チチェスター司教         | エドワード3世 (1327年 – 1377年) |                                 |
|                                 | ジョン・ヒルデスリー                                                | 1338年頃 -不明               |                          | エドワード3世 (1327年 – 1377年) |                                 |
|                                 | ウィリアム・ド・エヴァードン                                        | 1341年 -不明                 |                          | エドワード3世 (1327年 – 1377年) |                                 |
|                                 | ウィリアム・アスケビー                                              | 1363年 -不明                 | ノーサンバーランド大助祭 | エドワード3世 (1327年 – 1377年) |                                 |
|                                 | ロバート・ド・アシュトン (生年不詳-1385年)                          | 1375年 -1377年6月頃          |                          | エドワード3世 (1327年 – 1377年) |                                 |
|                                 | ウォルター・バーナム                                                | 1377年6月頃 -1399年9月頃     |                          | リチャード2世 (1377年 – 1399年) |                                 |
|                                 | ヘンリー・ソマー (1370年頃 – 1450年)                                | 1410年 -1437年               | 庶民院議員               | ヘンリー4世 (1399年 – 1413年)   |                                 |
| ヘンリー5世 (1413年 – 1422年)   | ヘンリー・ソマー (1370年頃 – 1450年)                                | 1410年 -1437年               | 庶民院議員               |                                 |                                 |
|                                 | ヘンリー・ソマー (1370年頃 – 1450年)                                | 1410年 -1437年               | 庶民院議員               | ヘンリー6世 (1422年 – 1461年)   |                                 |
|                                 | ジョン・サマセット (生年不詳-1454年)                                | 1441年 -1447年               |                          |                                 |                                 |
|                                 | トマス・ブラウン (1402–1460)                                        | 1440年頃 -1450年頃           | 庶民院議員               |                                 |                                 |
|                                 | トマス・ウィザム (1420年頃 – 1489年)                                | 1454年 -不明                 |                          |                                 |                                 |
|                                 | トマス・スウェイツ (1435年頃 – 1503年)                              | 1461年3月 -不明              |                          | エドワード4世 (1461年 – 1470年) |                                 |
|                                 | トマス・ウィザム (1420年頃 – 1489年)                                | 1465年 -1469年               |                          | エドワード4世 (1461年 – 1470年) |                                 |
|                                 | リチャード・ファウラー (1425年頃 – 1477年)                          | 1469年 -1471年4月            |                          | エドワード4世 (1461年 – 1470年) |                                 |
| ヘンリー6世 (1470年 – 1471年)   | リチャード・ファウラー (1425年頃 – 1477年)                          | 1469年 -1471年4月            |                          |                                 |                                 |
|                                 | トマス・スウェイツ (1435年頃 – 1503年)                              | 1471年4月頃 -1483年4月頃     | ランカスター公領大臣     | エドワード4世 (1471年 – 1483年) |                                 |
|                                 | ウィリアム・ケイツビー (1450年 – 1485年)                            | 1483年4月 -1484年頃          | 庶民院議長               | エドワード5世 (1483年)          |                                 |
| リチャード3世 (1483年 – 1485年) | ウィリアム・ケイツビー (1450年 – 1485年)                            | 1483年4月 -1484年頃          | 庶民院議長               |                                 |                                 |
|                                 | トマス・ラベル 生年不詳-1524年)                                     | 1485年8月頃 -1524年          | 庶民院議長               | ヘンリー7世 (1485年 – 1509年)   |                                 |
| ヘンリー8世 (1509年 – 1547年)   | トマス・ラベル 生年不詳-1524年)                                     | 1485年8月頃 -1524年          | 庶民院議長               |                                 |                                 |
|                                 | 第2代バーナーズ男爵 ジョン・バウチャー (1467年 – 1533年)            | 1524年 -1533年頃             |                          |                                 |                                 |
|                                 | 初代エセックス伯爵 トマス・クロムウェル (1485年頃 – 1540年)         | 1533年4月12日 -1540年6月10日 | 国務大臣                 |                                 |                                 |
|                                 | ジョン・ベイカー (1488年 – 1558年)                                  | 1545年 -1558年11月           | 庶民院議員               |                                 |                                 |
|                                 | ジョン・ベイカー (1488年 – 1558年)                                  | 1545年 -1558年11月           | 庶民院議員               |                                 |                                 |
| エドワード6世 (1547年 – 1553年) | ジョン・ベイカー (1488年 – 1558年)                                  | 1545年 -1558年11月           | 庶民院議員               |                                 |                                 |
| メアリー1世 (1553年 – 1558年)   | ジョン・ベイカー (1488年 – 1558年)                                  | 1545年 -1558年11月           | 庶民院議員               |                                 |                                 |
|                                 | リチャード・サックヴィル (1507年頃 – 1566年)                        | 1559年2月 -1566年4月21日     | 庶民院議員               | エリザベス1世 (1558年 – 1603年) | エリザベス1世 (1558年 – 1603年) |
|                                 | ウォルター・マイルドメイ (1523年頃 – 1589年)                        | 1566年 -1589年5月31日        | 庶民院議員               | エリザベス1世 (1558年 – 1603年) | エリザベス1世 (1558年 – 1603年) |
|                                 | ジョン・フォーテスキュー (1531年頃 – 1607年)                        | 1589年 -1603年               | 庶民院議員               | エリザベス1世 (1558年 – 1603年) | エリザベス1世 (1558年 – 1603年) |
| ジェームズ1世 (1603年 – 1625年) | ジョン・フォーテスキュー (1531年頃 – 1607年)                        | 1589年 -1603年               | 庶民院議員               |                                 |                                 |
|                                 | 初代ダンバー伯爵 ジョージ・ヒューム (1556年頃 – 1611年)             | 1603年5月24日 -1606年4月     |                          |                                 |                                 |
|                                 | ジュリアス・シーザー (1557/1558年 – 1636年)                         | 1606年4月11日 -1614年        | 庶民院議員               |                                 |                                 |
|                                 | フルク・グランヴィル (1554年 – 1628年)                              | 1614年10月15日 -1621年       | 庶民院議員               |                                 |                                 |
|                                 | リチャード・ウェストン (1577年 – 1634年頃)                          | 1621年1月29日 -1628年7月15日 | 庶民院議員               |                                 |                                 |
| チャールズ1世 (1625年 – 1649年) | リチャード・ウェストン (1577年 – 1634年頃)                          | 1621年1月29日 -1628年7月15日 | 庶民院議員               |                                 |                                 |
|                                 | ニューバラの初代バレット卿 エドワード・バレット (1581年 – 1645年頃) | 1628年8月14日 -1629年        |                          |                                 |                                 |
|                                 | 初代コティントン男爵 フランシス・コティントン (1579年頃 – 1652年)   | 1629年4月18日 -1642年1月6日  |                          |                                 |                                 |
|                                 | ジョン・カルペパー (1600年頃 – 1660年)                              | 1642年1月6日 -1643年2月22日  | 庶民院議員               |                                 |                                 |
|                                 | エドワード・ハイド (1609年 – 1674年)                                | 1643年2月 -1646年            |                          |                                 |                                 |

共和政期はポスト廃止。

### イングランド財務大臣 (1660年-1708年)
| 肖像                                          | 氏名 (生没年)                                                         | 期間                          | 在職中役職 | 政府/内閣                       | 国王 (在位)                     |
| --------------------------------------------- | --------------------------------------------------------------------- | ----------------------------- | ---------- | ------------------------------- | ------------------------------- |
|                                               | 初代ハイド男爵 エドワード・ハイド (1609 – 1674)                       | 1660年 -1661年5月13日         |            | クラレンドン内閣                | チャールズ2世 (1660年 – 1685年) |
|                                               | 初代アシュリー男爵 アンソニー・アシュリー＝クーパー (1621年 – 1683年) | 1661年5月13日 -1672年11月22日 |            | クラレンドン内閣                | チャールズ2世 (1660年 – 1685年) |
| Cabal                                         | 初代アシュリー男爵 アンソニー・アシュリー＝クーパー (1621年 – 1683年) | 1661年5月13日 -1672年11月22日 |            |                                 | チャールズ2世 (1660年 – 1685年) |
|                                               | ジョン・ダンクーム (1622年 – 1687年)                                  | 1672年11月22日 -1676年5月2日  | 庶民院議員 |                                 | チャールズ2世 (1660年 – 1685年) |
| 第1次ダンビー内閣                             | ジョン・ダンクーム (1622年 – 1687年)                                  | 1672年11月22日 -1676年5月2日  | 庶民院議員 |                                 | チャールズ2世 (1660年 – 1685年) |
|                                               | ジョン・アーンリ (1620年 – 1697年)                                    | 1676年5月2日 -1689年4月9日    | 庶民院議員 |                                 | チャールズ2世 (1660年 – 1685年) |
| 枢密院内閣                                    | ジョン・アーンリ (1620年 – 1697年)                                    | 1676年5月2日 -1689年4月9日    | 庶民院議員 |                                 | チャールズ2世 (1660年 – 1685年) |
| Chits                                         | ジョン・アーンリ (1620年 – 1697年)                                    | 1676年5月2日 -1689年4月9日    | 庶民院議員 |                                 | チャールズ2世 (1660年 – 1685年) |
| ジェームズ2世 (1685年 – 1688年)               | ジョン・アーンリ (1620年 – 1697年)                                    | 1676年5月2日 -1689年4月9日    | 庶民院議員 |                                 |                                 |
| ウィリアム3世 & メアリー2世 (1689年 – 1694年) | ジョン・アーンリ (1620年 – 1697年)                                    | 1676年5月2日 -1689年4月9日    | 庶民院議員 |                                 |                                 |
|                                               | 第2代デラマー男爵 ヘンリー・ボース (1652年 – 1694年)                  | 1689年4月9日 -1690年3月18日   |            | カーマ―ゼン＝ハリファックス内閣 |                                 |
|                                               | リチャード・ハムデン (1631年頃 – 1695年)                              | 1690年3月18日 -1694年5月10日  | 庶民院議員 | カーマーゼン内閣                |                                 |
|                                               | チャールズ・モンタギュー (1661年 – 1715年)                            | 1694年5月10日 -1699年5月31日  | 庶民院議員 | ホイッグ・ジャントー            |                                 |
| ウィリアム3世 (1694年 – 1702年)               | チャールズ・モンタギュー (1661年 – 1715年)                            | 1694年5月10日 -1699年5月31日  | 庶民院議員 | ホイッグ・ジャントー            |                                 |
|                                               | ジョン・スミス (1655/56年 – 1723年)                                   | 1699年5月31日 -1701年3月23日  | 庶民院議員 | ペンブルック内閣                |                                 |
|                                               | ヘンリー・ボイル (1669年 – 1725年)                                    | 1701年3月27日 -1708年4月22日  | 庶民院議員 | ペンブルック内閣                |                                 |
| ゴドルフィン＝マールバラ内閣                  | ヘンリー・ボイル (1669年 – 1725年)                                    | 1701年3月27日 -1708年4月22日  | 庶民院議員 | アン (1702年 – 1714年)          |                                 |

### グレートブリテン財務大臣 (1708年–1817年)
所属政党
| 肖像                          | 肖像                          | 氏名 (生没年)                                                             | 期間                           | 在職中役職                     | 所属政党   | 内閣 (首相所属政党)           | 内閣 (首相所属政党)                                | 国王 (在位)            |
| ----------------------------- | ----------------------------- | ------------------------------------------------------------------------- | ------------------------------ | ------------------------------ | ---------- | ----------------------------- | -------------------------------------------------- | ---------------------- |
|                               |                               | ジョン・スミス (1655/56年 – 1723年)                                       | 1708年4月22日 -1710年8月11日   | 庶民院議員                     | ホイッグ党 |                               | ゴドルフィン＝マールバラ内閣 (トーリー党)          | アン (1702年 – 1714年) |
|                               |                               | ロバート・ハーレー (1661年 – 1724年)                                      | 1710年8月11日 -1711年6月4日    | 庶民院議員                     | トーリー党 |                               | ハーレー内閣 (トーリー党)                          | アン (1702年 – 1714年) |
|                               |                               | ロバート・ベンソン (1676年頃 – 1731年)                                    | 1711年6月4日 -1713年8月21日    | 庶民院議員                     | トーリー党 |                               | ハーレー内閣 (トーリー党)                          | アン (1702年 – 1714年) |
|                               |                               | 第3代準男爵 ウィリアム・ウィンダム (1688年 – 1740年)                      | 1713年8月21日 -1714年10月13日  | 庶民院議員                     | トーリー党 |                               | ハーレー内閣 (トーリー党)                          | アン (1702年 – 1714年) |
| ジョージ1世 (1714年 – 1727年) |                               | 第3代準男爵 ウィリアム・ウィンダム (1688年 – 1740年)                      | 1713年8月21日 -1714年10月13日  | 庶民院議員                     | トーリー党 |                               | ハーレー内閣 (トーリー党)                          |                        |
|                               |                               | 第2代準男爵 リチャード・オンズロー (1654年 – 1717年)                      | 1714年10月13日 -1715年10月12日 | 庶民院議員                     | ホイッグ党 |                               | タウンゼンド子爵内閣 (ホイッグ党)                  |                        |
|                               |                               | ロバート・ウォルポール (1676年 – 1745年)                                  | 1715年10月12日 -1717年4月15日  | 庶民院議員                     | ホイッグ党 |                               | タウンゼンド子爵内閣 (ホイッグ党)                  |                        |
|                               |                               | 初代スタンホープ伯爵 ジェイムズ・スタンホープ (1673年頃 – 1721年)         | 1717年4月15日 -1718年3月20日   | 貴族院議員                     | ホイッグ党 |                               | 第1次スタンホープ＝サンダーランド内閣 (ホイッグ党) |                        |
|                               |                               | ジョン・エイズラビー (1670年 – 1742年)                                    | 1718年3月20日 -1721年1月23日   | 庶民院議員                     | ホイッグ党 |                               | 第2次スタンホープ＝サンダーランド内閣 (ホイッグ党) |                        |
|                               |                               | ジョン・プラット (1657年 – 1725年) (臨時代理)                             | 1721年2月2日 -1721年4月3日     | 首席判事                       | ホイッグ党 |                               | 第2次スタンホープ＝サンダーランド内閣 (ホイッグ党) |                        |
|                               |                               | 初代オーフォード伯爵 ロバート・ウォルポール (1676年 – 1745年)             | 1721年4月3日 -1742年2月12日    | 首相 庶民院議員 貴族院議員     | ホイッグ党 |                               | ウォルポール＝タウンゼンド内閣 (ホイッグ党)        |                        |
| ジョージ2世 (1727年 – 1760年) |                               | 初代オーフォード伯爵 ロバート・ウォルポール (1676年 – 1745年)             | 1721年4月3日 -1742年2月12日    | 首相 庶民院議員 貴族院議員     | ホイッグ党 |                               | ウォルポール＝タウンゼンド内閣 (ホイッグ党)        |                        |
|                               | ウォルポール内閣 (ホイッグ党) | 初代オーフォード伯爵 ロバート・ウォルポール (1676年 – 1745年)             | 1721年4月3日 -1742年2月12日    | 首相 庶民院議員 貴族院議員     | ホイッグ党 |                               |                                                    |                        |
|                               |                               | サミュエル・サンズ (1695年 – 1770年)                                      | 1742年2月12日 -1743年12月12日  | 庶民院議員                     | ホイッグ党 |                               | ウィルミントン伯内閣 (ホイッグ党)                  |                        |
|                               |                               | ヘンリー・ペラム (1694年 – 1754年)                                        | 1743年12月12日 -1754年3月8日   | 首相 庶民院院内総務 庶民院議員 | ホイッグ党 |                               | ウィルミントン伯内閣 (ホイッグ党)                  |                        |
|                               | ペラム内閣 (ホイッグ党)       | ヘンリー・ペラム (1694年 – 1754年)                                        | 1743年12月12日 -1754年3月8日   | 首相 庶民院院内総務 庶民院議員 | ホイッグ党 |                               |                                                    |                        |
|                               |                               | ウィリアム・リー (1688年 – 1754年) (臨時代理)                             | 1754年3月8日 -1754年4月6日     | 首席判事                       | ホイッグ党 |                               | 第1次ニューカッスル公内閣 (ホイッグ党)             |                        |
|                               |                               | ヘンリー・ビルソン＝レッグ (1708年 – 1764年)                              | 1754年4月6日 -1755年11月25日   | 庶民院議員                     | ホイッグ党 |                               | 第1次ニューカッスル公内閣 (ホイッグ党)             |                        |
|                               |                               | 第5代準男爵 ジョージ・リトルトン (1709年 – 1773年)                        | 1755年11月25日 -1756年11月16日 | 庶民院議員                     | ホイッグ党 |                               | 第1次ニューカッスル公内閣 (ホイッグ党)             |                        |
|                               |                               | ヘンリー・ビルソン＝レッグ (1708年 – 1764年)                              | 1756年11月16日 -1757年4月13日  | 庶民院議員                     | ホイッグ党 |                               | デヴォンシャー公内閣 (ホイッグ党)                  |                        |
|                               |                               | 初代マンスフィールド伯爵 ウィリアム・マリー (1705年 – 1793年) (臨時代理)  | 1757年4月13日 -1757年7月2日    | 主席判事 貴族院議員            | ホイッグ党 |                               | デヴォンシャー公内閣 (ホイッグ党)                  |                        |
|                               | 1757年暫定内閣 (ホイッグ党)   | 初代マンスフィールド伯爵 ウィリアム・マリー (1705年 – 1793年) (臨時代理)  | 1757年4月13日 -1757年7月2日    | 主席判事 貴族院議員            | ホイッグ党 |                               |                                                    |                        |
|                               |                               | ヘンリー・ビルソン＝レッグ (1708年 – 1764年)                              | 1757年7月2日 -1761年3月19日    | 庶民院議員                     | ホイッグ党 |                               | 第2次ニューカッスル公爵内閣 (ホイッグ党)           |                        |
| ジョージ3世 (1760年 – 1820年) |                               | ヘンリー・ビルソン＝レッグ (1708年 – 1764年)                              | 1757年7月2日 -1761年3月19日    | 庶民院議員                     | ホイッグ党 |                               | 第2次ニューカッスル公爵内閣 (ホイッグ党)           |                        |
|                               |                               | 第2代バリントン子爵 ウィリアム・バリントン (1717年 – 1793年)              | 1761年3月19日 -1762年5月29日   | 庶民院議員                     | ホイッグ党 |                               | 第2次ニューカッスル公爵内閣 (ホイッグ党)           |                        |
|                               |                               | 第11代ル・ディスペンサー男爵 フランシス・ダッシュウッド (1708年 – 1781年) | 1762年5月29日 -1763年4月16日   | 庶民院議員                     | トーリー党 |                               | ビュート伯内閣 (トーリー党)                        |                        |
|                               |                               | ジョージ・グレンヴィル (1712年 – 1770年)                                  | 1763年4月16日 -1765年7月16日   | 首相 庶民院議員                | ホイッグ党 |                               | グレンヴィル内閣 (ホイッグ党)                      |                        |
|                               |                               | ウィリアム・ダズウェル (1721年 – 1775年)                                  | 1765年7月16日 -1766年8月2日    | 庶民院議員                     | ホイッグ党 |                               | 第1次ロッキンガム侯内閣 (ホイッグ党)               |                        |
|                               |                               | チャールズ・タウンゼンド (1725年 – 1767年)                                | 1766年8月2日 -1767年9月4日     | 庶民院議員                     | ホイッグ党 |                               | チャタム伯内閣 (ホイッグ党)                        |                        |
|                               |                               | ノース卿 フレデリック・ノース (1732年 – 1792年)                           | 1767年9月11日 -1782年3月27日   | 首相 庶民院院内総務 庶民院議員 | トーリー党 |                               | チャタム伯内閣 (ホイッグ党)                        |                        |
|                               |                               | ノース卿 フレデリック・ノース (1732年 – 1792年)                           | 1767年9月11日 -1782年3月27日   | 首相 庶民院院内総務 庶民院議員 | トーリー党 | グラフトン公内閣 (ホイッグ党) |                                                    |                        |
|                               |                               | ノース卿 フレデリック・ノース (1732年 – 1792年)                           | 1767年9月11日 -1782年3月27日   | 首相 庶民院院内総務 庶民院議員 | トーリー党 | ノース卿内閣 (トーリー党)     |                                                    |                        |
|                               |                               | ジョン・キャヴェンディッシュ卿 (1732年 – 1796年)                          | 1782年3月27日 -1782年7月10日   | 庶民院議員                     | ホイッグ党 |                               | 第2次ロッキンガム侯内閣 (ホイッグ党)               |                        |
|                               |                               | ウィリアム・ピット (1759年 – 1806年)                                      | 1782年7月10日 -1783年3月31日   | 庶民院議員                     | ホイッグ党 |                               | シェルバーン伯内閣 (ホイッグ党)                    |                        |
|                               |                               | ジョン・キャヴェンディッシュ卿 (1732年 – 1796年)                          | 1783年4月2日 -1783年12月19日   | 庶民院議員                     | ホイッグ党 |                               | 第1次ポートランド公内閣 (ホイッグ党)               |                        |
|                               |                               | ウィリアム・ピット (1759年 – 1806年)                                      | 1783年12月19日 -1801年3月14日  | 首相 庶民院院内総務 庶民院議員 | トーリー党 |                               | 第1次小ピット内閣 (トーリー党)                     |                        |
|                               |                               | ヘンリー・アディントン (1757年 – 1844年)                                  | 1801年3月14日 -1804年5月10日   | 首相 庶民院院内総務 庶民院議員 | トーリー党 |                               | アディントン内閣 (トーリー党)                      |                        |
|                               |                               | ウィリアム・ピット (1759年 – 1806年)                                      | 1804年5月10日 -1806年1月23日   | 首相 庶民院院内総務 庶民院議員 | トーリー党 |                               | 第2次小ピット内閣 (トーリー党)                     |                        |
|                               |                               | 初代エレンバラ男爵 エドワード・ロー (1750年 – 1818年) (臨時代理)          | 1806年1月23日 -1806年2月5日    | 首席判事 貴族院議員            | トーリー党 |                               | グレンヴィル男爵内閣 (ホイッグ党)                  |                        |
|                               |                               | ヘンリー・ペティ＝フィッツモーリス卿 (1780年 – 1863年)                    | 1806年2月5日 -1807年3月26日    | 庶民院議員                     | ホイッグ党 |                               | グレンヴィル男爵内閣 (ホイッグ党)                  |                        |
|                               |                               | スペンサー・パーシヴァル (1762年 – 1812年)                                | 1807年3月26日 -1812年5月11日   | 庶民院議員                     | トーリー党 |                               | 第2次ポートランド公内閣 (トーリー党)               |                        |
|                               | パーシヴァル内閣 (トーリー党) | スペンサー・パーシヴァル (1762年 – 1812年)                                | 1807年3月26日 -1812年5月11日   | 庶民院議員                     | トーリー党 |                               |                                                    |                        |
|                               |                               | ニコラス・ヴァンシッタート (1766年 – 1851年)                              | 1812年6月9日 -1817年7月12日    | 庶民院議員                     | トーリー党 |                               | リヴァプール伯内閣 (トーリー党)                    |                        |

### 連合王国財務大臣 (1817年–現在)
グレートブリテン王国とアイルランド王国は1800年の合同法でグレートブリテンおよびアイルランド連合王国として合体したが、グレートブリテン財務大臣とアイルランド財務大臣は、1817年まで統合されなかった。1817年から両国の財務大臣職が統合されて連合王国財務大臣が新設された。
所属政党
|    | 肖像                                 | 肖像                                | 氏名 (生没年)                                                          | 期間                           | 在職中役職                     | 所属政党     | 内閣 (首相所属政党)                            | 内閣 (首相所属政党)                            | 国王 (在位)                   |
| -- | ------------------------------------ | ----------------------------------- | ---------------------------------------------------------------------- | ------------------------------ | ------------------------------ | ------------ | ---------------------------------------------- | ---------------------------------------------- | ----------------------------- |
| 初 |                                      |                                     | ニコラス・ヴァンシッタート (1766年 – 1851年)                           | 1817年7月12日 -1823年1月31日   | 庶民院議員                     | トーリー党   |                                                | リヴァプール伯内閣 (トーリー党)                | ジョージ3世 (1760年 – 1820年) |
| 初 | ジョージ4世 (1820年 – 1830年)        |                                     | ニコラス・ヴァンシッタート (1766年 – 1851年)                           | 1817年7月12日 -1823年1月31日   | 庶民院議員                     | トーリー党   |                                                | リヴァプール伯内閣 (トーリー党)                |                               |
| 2  |                                      |                                     | フレデリック・ロビンソン (1782年 – 1859年)                             | 1823年1月31日 -1827年4月27日   | 庶民院議員                     | トーリー党   |                                                | リヴァプール伯内閣 (トーリー党)                |                               |
| 3  |                                      |                                     | ジョージ・カニング (1770年 – 1827年)                                   | 1827年4月27日 -1827年8月8日    | 首相 庶民院議員                | トーリー党   |                                                | カニング内閣 (トーリー党)                      |                               |
| 4  |                                      |                                     | 初代テンターデン男爵 チャールズ・アボット (1778年 – 1855年) (臨時代理) | 1827年8月8日 -1827年9月5日     | 首席判事 貴族院議員            | トーリー党   |                                                | ゴドリッチ子爵内閣 (トーリー党)                |                               |
| 5  |                                      |                                     | ジョン・チャールズ・ハリス (1778年 – 1855年)                           | 1827年9月5日 -1828年1月26日    | 庶民院議員                     | トーリー党   |                                                | ゴドリッチ子爵内閣 (トーリー党)                |                               |
| 6  |                                      |                                     | ヘンリー・ゴールバーン (1784年 – 1856年)                               | 1828年1月26日 -1830年11月22日  | 庶民院議員                     | トーリー党   |                                                | ウェリントン公内閣 (トーリー党)                |                               |
| 6  | ウィリアム4世 (1830年 – 1837年)      |                                     | ヘンリー・ゴールバーン (1784年 – 1856年)                               | 1828年1月26日 -1830年11月22日  | 庶民院議員                     | トーリー党   |                                                | ウェリントン公内閣 (トーリー党)                |                               |
| 7  |                                      |                                     | オールトラップ子爵 ジョン・スペンサー (1782年 – 1845年)                | 1830年11月22日 -1834年11月14日 | 庶民院議員                     | ホイッグ党   |                                                | グレイ伯内閣 (ホイッグ党)                      |                               |
| 7  | 第1次メルバーン子爵内閣 (ホイッグ党) |                                     | オールトラップ子爵 ジョン・スペンサー (1782年 – 1845年)                | 1830年11月22日 -1834年11月14日 | 庶民院議員                     | ホイッグ党   |                                                |                                                |                               |
| 8  |                                      |                                     | 初代デンマン男爵 トマス・デンマン (1779年 – 1854年) (臨時代理)         | 1834年11月14日 -1834年12月15日 | 首席判事 貴族院議員            | ホイッグ党   |                                                | 第2次ウェリントン公内閣 (保守党)               |                               |
| 9  |                                      |                                     | ロバート・ピール (1788年 – 1850年)                                     | 1834年12月15日 -1835年4月8日   | 庶民院議員                     | 保守党       |                                                | 第1次ピール内閣 (保守党)                       |                               |
| 10 |                                      |                                     | トマス・スプリング・ライス (1790年 – 1866年)                           | 1835年4月18日 -1839年8月26日   | 庶民院議員                     | ホイッグ党   |                                                | 第2次メルバーン子爵内閣 (ホイッグ党)           |                               |
| 10 | ヴィクトリア (1837年 – 1901年)       |                                     | トマス・スプリング・ライス (1790年 – 1866年)                           | 1835年4月18日 -1839年8月26日   | 庶民院議員                     | ホイッグ党   |                                                | 第2次メルバーン子爵内閣 (ホイッグ党)           |                               |
| 11 |                                      |                                     | フランシス・ベアリング (1796年 – 1866年)                               | 1839年8月26日 -1841年8月30日   | 庶民院議員                     | ホイッグ党   |                                                | 第2次メルバーン子爵内閣 (ホイッグ党)           |                               |
| 12 |                                      |                                     | ヘンリー・ゴールバーン (1784年 – 1856年)                               | 1841年9月3日 -1846年6月27日    | 庶民院議員                     | 保守党       |                                                | 第2次ピール内閣 (保守党)                       |                               |
| 13 |                                      |                                     | 第3代準男爵 チャールズ・ウッド (1800年 – 1885年)                       | 1846年7月6日 -1852年2月21日    | 庶民院議員                     | ホイッグ党   |                                                | 第1次ラッセル内閣 (ホイッグ党)                 |                               |
| 14 |                                      |                                     | ベンジャミン・ディズレーリ (1804年 – 1881年)                           | 1852年2月27日 -1852年12月17日  | 庶民院院内総務 庶民院議員      | 保守党       |                                                | 第1次ダービー伯内閣 (保守党)                   |                               |
| 15 |                                      |                                     | ウィリアム・グラッドストン (1809年 – 1898年)                           | 1852年12月28日 -1855年2月28日  | 庶民院議員                     | ピール派     |                                                | アバディーン伯内閣 (ピール派)                  |                               |
| 16 |                                      |                                     | 第2代準男爵 ジョージ・ルイス (1806年 – 1863年)                         | 1855年2月28日 -1858年2月21日   | 庶民院議員                     | ホイッグ党   |                                                | 第1次パーマストン子爵内閣 (ホイッグ党)         |                               |
| 17 |                                      |                                     | ベンジャミン・ディズレーリ (1804年 – 1881年)                           | 1858年2月26日 -1859年6月11日   | 庶民院院内総務 庶民院議員      | 保守党       |                                                | 第2次ダービー伯内閣 (保守党)                   |                               |
| 18 |                                      |                                     | ウィリアム・グラッドストン (1809年 – 1898年)                           | 1859年6月18日 -1866年6月26日   | 庶民院院内総務 庶民院議員      | 自由党       |                                                | 第2次パーマストン子爵内閣 (自由党)             |                               |
| 18 | ラッセル伯内閣 (自由党)              |                                     | ウィリアム・グラッドストン (1809年 – 1898年)                           | 1859年6月18日 -1866年6月26日   | 庶民院院内総務 庶民院議員      | 自由党       |                                                |                                                |                               |
| 19 |                                      |                                     | ベンジャミン・ディズレーリ (1804年 – 1881年)                           | 1866年7月6日 -1868年2月29日    | 庶民院院内総務 庶民院議員      | 保守党       |                                                | 第3次ダービー伯内閣 (保守党)                   |                               |
| 20 |                                      |                                     | ジョージ・ワード・ハント (1825年 – 1877年)                             | 1868年2月29日 -1868年12月1日   | 庶民院議員                     | 保守党       |                                                | 第1次ディズレーリ内閣 (保守党)                 |                               |
| 21 |                                      |                                     | ロバート・ロウ (1811年 – 1892年)                                       | 1868年12月9日 -1873年8月11日   | 庶民院議員                     | 自由党       |                                                | 第1次グラッドストン内閣 (自由党)               |                               |
| 22 |                                      |                                     | ウィリアム・グラッドストン (1809年 – 1898年)                           | 1873年8月11日 -1874年2月17日   | 首相 庶民院院内総務 庶民院議員 | 自由党       |                                                | 第1次グラッドストン内閣 (自由党)               |                               |
| 23 |                                      |                                     | 第8代準男爵 スタッフォード・ノースコート (1818年 – 1887年)             | 1874年2月21日 -1880年4月21日   | 庶民院院内総務 庶民院議員      | 保守党       |                                                | 第2次ディズレーリ内閣 (保守党)                 |                               |
| 24 |                                      |                                     | ウィリアム・グラッドストン (1809年 – 1898年)                           | 1880年4月28日 -1882年12月16日  | 首相 庶民院院内総務 庶民院議員 | 自由党       |                                                | 第2次グラッドストン内閣 (自由党)               |                               |
| 25 |                                      |                                     | ヒュー・チルダース (1827年 – 1896年)                                   | 1882年12月16日 -1885年6月9日   | 庶民院議員                     | 自由党       |                                                | 第2次グラッドストン内閣 (自由党)               |                               |
| 26 |                                      |                                     | 第9代準男爵 マイケル・ヒックス・ビーチ (1837年 – 1916年)               | 1885年6月24日 -1886年1月28日   | 庶民院議員                     | 保守党       |                                                | 第1次ソールズベリー侯爵内閣 (保守党)           |                               |
| 27 |                                      |                                     | ウィリアム・ヴァーノン・ハーコート (1827年 – 1904年)                   | 1886年2月6日 -1886年7月20日    | 庶民院議員                     | 自由党       |                                                | 第3次グラッドストン内閣 (自由党)               |                               |
| 28 |                                      |                                     | ランドルフ・チャーチル卿 (1849年 – 1895年)                             | 1886年8月3日 -1886年12月22日   | 庶民院議員                     | 保守党       |                                                | 第2次ソールズベリー侯爵内閣 (保守党)           |                               |
| 29 |                                      |                                     | ジョージ・ゴッシェン (1831年 – 1907年)                                 | 1887年1月14日 -1892年8月11日   | 庶民院議員                     | 自由統一党   |                                                | 第2次ソールズベリー侯爵内閣 (保守党)           |                               |
| 30 |                                      |                                     | ウィリアム・ヴァーノン・ハーコート (1827年 – 1904年)                   | 1892年8月18日 -1895年6月21日   | 庶民院議員                     | 自由党       |                                                | 第4次グラッドストン内閣 (自由党)               |                               |
| 30 | ローズベリー伯爵内閣 (自由党)        |                                     | ウィリアム・ヴァーノン・ハーコート (1827年 – 1904年)                   | 1892年8月18日 -1895年6月21日   | 庶民院議員                     | 自由党       |                                                |                                                |                               |
| 31 |                                      |                                     | 第9代準男爵 マイケル・ヒックス・ビーチ (1837年 – 1916年)               | 1895年6月29日 -1902年8月11日   | 庶民院議員                     | 保守党       |                                                | 第3次ソールズベリー侯爵内閣 (保守党)           |                               |
| 31 | エドワード7世 (1901年 – 1910年)      |                                     | 第9代準男爵 マイケル・ヒックス・ビーチ (1837年 – 1916年)               | 1895年6月29日 -1902年8月11日   | 庶民院議員                     | 保守党       |                                                | 第3次ソールズベリー侯爵内閣 (保守党)           |                               |
| 32 |                                      |                                     | チャールズ・リッチー (1838年 – 1906年)                                 | 1902年8月11日 -1903年10月9日   | 庶民院議員                     | 保守党       |                                                | バルフォア内閣 (保守党)                        |                               |
| 33 |                                      |                                     | オースティン・チェンバレン (1863年 – 1937年)                           | 1903年10月9日 -1905年12月4日   | 庶民院議員                     | 自由統一党   |                                                | バルフォア内閣 (保守党)                        |                               |
| 34 |                                      |                                     | ハーバート・ヘンリー・アスキス (1852年 – 1928年)                       | 1905年12月10日 -1908年4月16日  | 庶民院議員                     | 自由党       |                                                | キャンベル＝バナマン内閣 (自由党)              |                               |
| 35 |                                      |                                     | デイヴィッド・ロイド・ジョージ (1863年 – 1945年)                       | 1908年4月16日 -1915年5月25日   | 庶民院議員                     | 自由党       |                                                | アスキス内閣 (自由党)                          |                               |
| 35 | ジョージ5世 (1910年 – 1936年)        |                                     | デイヴィッド・ロイド・ジョージ (1863年 – 1945年)                       | 1908年4月16日 -1915年5月25日   | 庶民院議員                     | 自由党       |                                                | アスキス内閣 (自由党)                          |                               |
| 36 |                                      |                                     | レジナルド・マッケナ (1863年 – 1943年)                                 | 1915年5月25日 -1916年12月10日  | 庶民院議員                     | 自由党       |                                                | アスキス挙国一致内閣 (自由党)                  |                               |
| 37 |                                      |                                     | アンドルー・ボナー・ロー (1858年 – 1923年)                             | 1916年12月10日 -1919年1月10日  | 庶民院議員                     | 保守党       |                                                | ロイド・ジョージ挙国一致内閣 (自由党)          |                               |
| 38 |                                      |                                     | オースティン・チェンバレン (1863年 – 1937年)                           | 1919年1月10日 -1921年4月1日    | 庶民院議員                     | 保守党       |                                                | ロイド・ジョージ挙国一致内閣 (自由党)          |                               |
| 39 |                                      |                                     | ロバート・ホーン (1871年 – 1940年)                                     | 1921年4月1日 -1922年10月19日   | 庶民院議員                     | 保守党       |                                                | ロイド・ジョージ挙国一致内閣 (自由党)          |                               |
| 40 |                                      |                                     | スタンリー・ボールドウィン (1867年 – 1947年)                           | 1922年10月27日 -1923年8月27日  | 首相 庶民院議長 庶民院議員     | 保守党       |                                                | ロー内閣 (保守党)                              |                               |
| 40 | 第1次ボールドウィン内閣 (保守党)     |                                     | スタンリー・ボールドウィン (1867年 – 1947年)                           | 1922年10月27日 -1923年8月27日  | 首相 庶民院議長 庶民院議員     | 保守党       |                                                |                                                |                               |
| 41 |                                      |                                     | ネヴィル・チェンバレン (1869年 – 1940年)                               | 1923年8月27日 -1924年1月22日   | 庶民院議員                     | 保守党       |                                                |                                                |                               |
| 42 |                                      |                                     | フィリップ・スノーデン (1864年 – 1937年)                               | 1924年1月22日 -1924年11月3日   | 庶民院議員                     | 労働党       |                                                | 第1次マクドナルド内閣 (労働党)                 |                               |
| 43 |                                      |                                     | ウィンストン・チャーチル (1874年 – 1965年)                             | 1924年11月6日 -1929年6月4日    | 庶民院議員                     | 保守党       |                                                | 第2次ボールドウィン内閣 (保守党)               |                               |
| 44 |                                      |                                     | フィリップ・スノーデン (1864年 – 1937年)                               | 1929年6月7日 -1931年11月5日    | 庶民院議員                     | 労働党       |                                                | 第2次マクドナルド内閣 (労働党)                 |                               |
| 44 |                                      | 挙国派労働機構                      | フィリップ・スノーデン (1864年 – 1937年)                               | 1929年6月7日 -1931年11月5日    | 庶民院議員                     |              | 第1次マクドナルド挙国一致内閣 (挙国派労働機構) |                                                |                               |
| 45 |                                      |                                     | ネヴィル・チェンバレン (1869年 – 1940年)                               | 1931年11月5日 -1937年5月28日   | 庶民院議員                     | 保守党       |                                                | 第2次マクドナルド挙国一致内閣 (挙国派労働機構) |                               |
| 45 |                                      | ボールドウィン挙国一致内閣 (保守党) | ネヴィル・チェンバレン (1869年 – 1940年)                               | 1931年11月5日 -1937年5月28日   | 庶民院議員                     | 保守党       |                                                |                                                |                               |
| 45 | エドワード8世 (1936年)               |                                     | ネヴィル・チェンバレン (1869年 – 1940年)                               | 1931年11月5日 -1937年5月28日   | 庶民院議員                     | 保守党       |                                                |                                                |                               |
| 45 | ジョージ6世 (1936年 – 1952年)        |                                     | ネヴィル・チェンバレン (1869年 – 1940年)                               | 1931年11月5日 -1937年5月28日   | 庶民院議員                     | 保守党       |                                                |                                                |                               |
| 46 |                                      |                                     | ジョン・サイモン (1873年 – 1954年)                                     | 1937年5月28日 -1940年5月12日   | 庶民院議員                     | 挙国派自由党 |                                                | チェンバレン挙国一致内閣 (保守党)              |                               |
| 46 | チェンバレン戦時内閣 (保守党)        |                                     | ジョン・サイモン (1873年 – 1954年)                                     | 1937年5月28日 -1940年5月12日   | 庶民院議員                     | 挙国派自由党 |                                                |                                                |                               |
| 47 |                                      |                                     | キングスリー・ウッド (1881年 – 1943年)                                 | 1940年5月12日 -1943年9月21日   | 庶民院議員                     | 保守党       |                                                | チャーチル戦時内閣 (保守党)                    |                               |
| 48 |                                      |                                     | ジョン・アンダーソン (1882年 – 1958年)                                 | 1943年9月24日 -1945年7月26日   | 庶民院議員                     | 無所属       |                                                | チャーチル戦時内閣 (保守党)                    |                               |
| 48 |                                      | チャーチル暫定内閣 (保守党)         | ジョン・アンダーソン (1882年 – 1958年)                                 | 1943年9月24日 -1945年7月26日   | 庶民院議員                     | 無所属       |                                                |                                                |                               |
| 49 |                                      |                                     | ヒュー・ダルトン (1887年 – 1962年)                                     | 1945年7月27日 -1947年11月13日  | 庶民院議員                     | 労働党       |                                                | アトリー内閣 (労働党)                          |                               |
| 50 |                                      |                                     | スタッフォード・クリップス (1889年 – 1952年)                           | 1947年11月13日 -1950年10月19日 | 庶民院議員                     | 労働党       |                                                | アトリー内閣 (労働党)                          |                               |
| 51 |                                      |                                     | ヒュー・ゲイツケル (1906年 – 1963年)                                   | 1950年10月19日 -1951年10月26日 | 庶民院議員                     | 労働党       |                                                | アトリー内閣 (労働党)                          |                               |
| 52 |                                      |                                     | ラブ・バトラー (1902年 – 1982年)                                       | 1951年10月26日 -1955年12月20日 | 庶民院議員                     | 保守党       |                                                | 第3次チャーチル内閣 (保守党)                   |                               |
| 52 | エリザベス2世 (1952年 – 2022年)      |                                     | ラブ・バトラー (1902年 – 1982年)                                       | 1951年10月26日 -1955年12月20日 | 庶民院議員                     | 保守党       |                                                | 第3次チャーチル内閣 (保守党)                   |                               |
| 52 | イーデン内閣 (保守党)                |                                     | ラブ・バトラー (1902年 – 1982年)                                       | 1951年10月26日 -1955年12月20日 | 庶民院議員                     | 保守党       |                                                |                                                |                               |
| 53 |                                      |                                     | ハロルド・マクミラン (1894年 – 1986年)                                 | 1955年12月20日 -1957年1月13日  | 庶民院議員                     | 保守党       |                                                |                                                |                               |
| 54 |                                      |                                     | ピーター・ソニークロフト (1909年 – 1994年)                             | 1957年1月13日 -1958年1月6日    | 庶民院議員                     | 保守党       |                                                | 第1次-第2次マクミラン内閣 (保守党)             |                               |
| 55 |                                      |                                     | デリック・ヒースコート＝エイモリー (1899年 – 1981年)                   | 1958年1月6日 -1960年7月27日    | 庶民院議員                     | 保守党       |                                                | 第1次-第2次マクミラン内閣 (保守党)             |                               |
| 56 |                                      |                                     | セルウィン・ロイド (1904年 – 1978年)                                   | 1960年7月27日 -1962年7月13日   | 庶民院議員                     | 保守党       |                                                | 第1次-第2次マクミラン内閣 (保守党)             |                               |
| 57 |                                      |                                     | レジナルド・モードリング (1917年 – 1979年)                             | 1962年7月16日 -1964年10月16日  | 庶民院議員                     | 保守党       |                                                | 第1次-第2次マクミラン内閣 (保守党)             |                               |
| 57 |                                      | ダグラス＝ヒューム内閣 (保守党)     | レジナルド・モードリング (1917年 – 1979年)                             | 1962年7月16日 -1964年10月16日  | 庶民院議員                     | 保守党       |                                                |                                                |                               |
| 58 |                                      |                                     | ジェイムズ・キャラハン (1912年 – 2005年)                               | 1964年10月17日 -1967年11月29日 | 庶民院議員                     | 労働党       |                                                | 第1次-第2次ウィルソン内閣 (労働党)             |                               |
| 59 |                                      |                                     | ロイ・ジェンキンス (1920年 – 2003年)                                   | 1967年11月29日 -1970年6月19日  | 庶民院議員                     | 労働党       |                                                | 第1次-第2次ウィルソン内閣 (労働党)             |                               |
| 60 |                                      |                                     | イアイン・マクラウド (1913年 – 1970年)                                 | 1970年6月20日 -1970年7月20日   | 庶民院議員                     | 保守党       |                                                | ヒース内閣 (保守党)                            |                               |
| 61 |                                      |                                     | アンソニー・バーバー (1920年 – 2005年)                                 | 1970年7月25日 -1974年3月4日    | 庶民院議員                     | 保守党       |                                                | ヒース内閣 (保守党)                            |                               |
| 62 |                                      |                                     | デニス・ヒーリー (1917年 – 2015年)                                     | 1974年3月5日 -1979年5月4日     | 庶民院議員                     | 労働党       |                                                | 第3次-第4次ウィルソン内閣 (労働党)             |                               |
| 62 | キャラハン内閣 (労働党)              |                                     | デニス・ヒーリー (1917年 – 2015年)                                     | 1974年3月5日 -1979年5月4日     | 庶民院議員                     | 労働党       |                                                |                                                |                               |
| 63 |                                      |                                     | ジェフリー・ハウ (1926年 – 2015年)                                     | 1979年5月4日 -1983年6月11日    | 庶民院議員                     | 保守党       |                                                | 第1次サッチャー内閣 (保守党)                   |                               |
| 64 |                                      |                                     | ナイジェル・ローソン (1932年 – )                                       | 1983年6月11日 -1989年10月26日  | 庶民院議員                     | 保守党       |                                                | 第2次サッチャー内閣 (保守党)                   |                               |
| 64 |                                      | 第3次サッチャー内閣 (保守党)        | ナイジェル・ローソン (1932年 – )                                       | 1983年6月11日 -1989年10月26日  | 庶民院議員                     | 保守党       |                                                |                                                |                               |
| 65 |                                      |                                     | ジョン・メージャー (1943年 – )                                         | 1989年10月26日 -1990年11月28日 | 庶民院議員                     | 保守党       |                                                |                                                |                               |
| 66 |                                      |                                     | ノーマン・ラモント (1942年 – )                                         | 1990年11月28日 -1993年5月27日  | 庶民院議員                     | 保守党       |                                                | 第1次メージャー内閣 (保守党)                   |                               |
| 66 |                                      | 第2次メージャー内閣 (保守党)        | ノーマン・ラモント (1942年 – )                                         | 1990年11月28日 -1993年5月27日  | 庶民院議員                     | 保守党       |                                                |                                                |                               |
| 67 |                                      |                                     | ケネス・クラーク (1940年 – )                                           | 1993年5月27日 -1997年5月2日    | 庶民院議員                     | 保守党       |                                                |                                                |                               |
| 68 |                                      |                                     | ゴードン・ブラウン (1951年 – )                                         | 1997年5月2日 -2007年6月27日    | 庶民院議員                     | 労働党       |                                                | 第1次-第3次ブレア内閣 (労働党)                 |                               |
| 69 |                                      |                                     | アリスター・ダーリング (1953年 – )                                     | 2007年6月29日 -2010年5月11日   | 庶民院議員                     | 労働党       |                                                | ブラウン内閣 (労働党)                          |                               |
| 70 |                                      |                                     | ジョージ・オズボーン (1971年 – )                                       | 2010年5月12日 -2016年7月13日   | 庶民院議員                     | 保守党       |                                                | 第1次キャメロン内閣 (保守党)                   |                               |
| 70 | 第2次キャメロン内閣 (保守党)         |                                     | ジョージ・オズボーン (1971年 – )                                       | 2010年5月12日 -2016年7月13日   | 庶民院議員                     | 保守党       |                                                |                                                |                               |
| 71 |                                      |                                     | フィリップ・ハモンド (1955年-)                                         | 2016年7月13日 -2019年7月24日   | 庶民院議員                     | 保守党       |                                                | 第1次メイ内閣 (保守党)                         |                               |
| 71 | 第2次メイ内閣 (保守党)               |                                     | フィリップ・ハモンド (1955年-)                                         | 2016年7月13日 -2019年7月24日   | 庶民院議員                     | 保守党       |                                                |                                                |                               |
| 72 |                                      |                                     | サジド・ジャヴィド (1969年 – )                                         | 2019年7月24日 -2020年2月13日   | 庶民院議員                     | 保守党       |                                                | 第1次ジョンソン内閣 (保守党)                   |                               |
| 72 | 第2次ジョンソン内閣 (保守党)         |                                     | サジド・ジャヴィド (1969年 – )                                         | 2019年7月24日 -2020年2月13日   | 庶民院議員                     | 保守党       |                                                |                                                |                               |
| 73 |                                      |                                     | リシ・スナク (1980年 – )                                               | 2020年2月13日 -2022年7月5日    | 庶民院議員                     | 保守党       |                                                | 第2次ジョンソン改造内閣 (保守党)               |                               |
| 74 |                                      |                                     | ナディム・ザハウィ (1967年 – )                                         | 2022年7月5日 -2022年9月6日     | 庶民院議員                     | 保守党       |                                                | 第2次ジョンソン改造内閣 (保守党)               |                               |
| 75 |                                      |                                     | クワシ・クワーテン (1975年 – )                                         | 2022年9月6日 -2022年10月14日   | 庶民院議員                     | 保守党       |                                                | トラス内閣 (保守党)                            |                               |
| 76 |                                      |                                     | ジェレミー・ハント (1966年 – )                                         | 2022年10月14日 - 2024年7月5日  | 庶民院議員                     | 保守党       |                                                | トラス内閣 (保守党)                            | チャールズ3世 (2022年 – 現在) |
| 77 |                                      |                                     | レイチェル・リーヴス (1979年 – )                                       | 2024年7月5日 -（現職）         | 庶民院議員                     | 労働党       |                                                | スターマー内閣 (労働党)                        | チャールズ3世 (2022年 – 現在) |